# Champness-Gletscher
Der Champness-Gletscher ist ein rund 25 km langer Gletscher in den Bowers Mountains im ostantarktischen Viktorialand. Er fließt vom Ian Peak in nordöstliche Richtung zum Lillie-Gletscher, den er am Gebirgszug Griffith Ridge erreicht. 
Teilnehmer einer von 1967 bis 1968 durchgeführten Kampagne im Rahmen der New Zealand Geological Survey Antarctic Expedition benannten ihn nach Grahame Richard Champness, einem Assistenzwissenschaftler bei der Durchführung von Feldforschungen dieser Expedition im nördlichen Viktorialand.